# Joanna Christie
Joanna Lauren Christie (Huddersfield, West Yorkshire; 10 de abril de 1982) es una actriz y cantante inglesa. Es conocida por su trabajo en la obra de teatro Equus (2007) junto a Daniel Radcliffe, pero es más conocida por su papel como "Girl" en el musical de Broadway Once.

## Primeros años
Ella nació y vivió, en Huddersfield en Yorkshire del oeste hasta los trece años, cuando le concedieron una beca de música para estudiar la flauta, el piano, y la voz en la escuela de Oundle en Northamptonshire. Cinco años más tarde, se trasladó a Londres para asistir a la escuela de teatro en la Academia de Mountview de Artes Teatrales.
Ella participó en el Teatro Nacional de la Juventud hasta los 17 años, donde ella hizo su papel escénico en la Presunción Inmaculada, una obra de teatro sobre una estríper que está embarazada del próximo mesías. A partir de ese momento encontró entonces papeles pequeños en la televisión, antes de pertenecer al colectivo de "Viejo Vic, nuevas voces" de Kevin Spacey por un año en 2005. Estaba encantada de formar parte del colectivo de actores que participan en las obras de teatro de 24 horas en el Old Vic. El grupo recibió su nombre porque Kevin Spacey, que seleccionó a los actores, creyó que eran los mejores actores nuevos de alrededor.
Después de una gira de cinco meses de la India realizando ''el sueño de una noche de verano'' de Shakespeare en Jaipur en 2006, volvió a Gran Bretaña, pero soportó un año pobre y casi dejó de actuar por completo cuando desempeñó el papel de Jill Mason en su debut en el West End en Equus en el Teatro Gielgud. Ella superó a más de 300 actrices más para el papel enfrente de Harry Potter estrella Daniel Radcliffe en Thea Sharrock renacimiento de alto perfil de la obra premiada de Peter Shaffer.

## Vida personal
Christie cuando vivía en Nueva York sus pasatiempos eran el yoga, correr, kickboxing y buceo. Ella solía ser parte de la banda de su hermano llamada Luke J Christie & The Held Breath hasta que se trasladó a Nueva York a la estrella como "Girl" en el musical de Broadway Once.

## Camino a Broadway
Christie dijo que estar en Broadway es "todos los sueños se habían hecho realidad". Sin embargo, justo antes de conseguir el papel de Girl in Once, estaba a punto de rendirse. "Me sentí como si estuviera en mi nivel más bajo, y decidí volver a la universidad para hacer la antropología", dijo en una entrevista con broadway.com. Su proceso de audición fue bastante agotador, teniendo que aprender dos canciones completas en el piano, así como tres escenas con un acento checo en solo 24 horas.

## Proyectos musicales
Christie grabó una canción llamada "This Gift" con Glen Hansard, quien compuso muchas de las canciones de Once. La canción fue lanzada en su álbum en solitario, "Rhythm and Repose". Ella dice que es "uno de los mayores honores de mi vida hasta ahora. Inspirada por su mudanza a Broadway, ella está dispuesta para lanzar un álbum titulado ''El año de alegría y lágrima'' fijado para el lanzamiento más adelante este año.
El 20 de abril de 2014, colaboró con los miembros de Once Once y contribuyó con su talento de piano y vocales para una grabación en vivo del álbum Adam Brown and Friends en el Bowery Poetry Club.

## Familia
La madre de Christie, Sue, además de conducir para el coro de la voz masculina verde de Millhouse en Penistone, canta con los Maestros. Su padre, Paul, que murió en 2012, era un promotor inmobiliario. Su hermano, Luke, es también músico, cantante y compositor. La pareja tiene una banda llamada Luke J Christie y The Held Breath. Ella fue inspirada por su mamá y papá, que le enseñaron que ella podía hacer cualquier cosa que quisiese en vida y siempre seguir su propio camino. Ella ha sido altamente influenciada por sus padres toda su vida. "Debo todo mi éxito a mis padres por darme la oportunidad de llegar a este punto de mi carrera y me gustaría rendirle tributo ... Estoy tan agradecida a mi mamá por darme el regalo de la música Y tanto a ella como a mi papá por estar siempre apoyándome y alentándome ", explicó en una entrevista de 2013 con The Huddersfield Daily Examiner.

## Filmografía

### Televisión
| Año         | Título            | Papel             | Notas                         |
| ----------- | ----------------- | ----------------- | ----------------------------- |
| 2005        | Holby City        | Victoria Walsh    |                               |
| 2005        | No Angels         | Kirsty Lanning    |                               |
| 2008        | Inspector Lewis'  | Sarah Kriel       |                               |
| 2008        | Star              | Star              |                               |
| 2008        | Small Dark Places | Christine Welling |                               |
| 2011        | Misfits           | Jo                |                               |
| 2012        | Doctors           | Kerry Longley     |                               |
| 2012        | Starlings         | Nurse Trudy       |                               |
| 2013        | Mr. Selfridge     | Young Suffragette |                               |
| 2015 - 2016 | Narcos            | Connie Murphy     | Reparto principal 14 episodes |

### Teatro
| Año  | Título                          | Papel                    | Notas                     |
| ---- | ------------------------------- | ------------------------ | ------------------------- |
| 1999 | Immaculate Conceit              | Sofia                    | Lyric Hammersmith         |
| 2005 | A Course in A Restaurant        | Julie                    | Old Vic                   |
| 2005 | Carsinoma                       | Collette                 | Old Vic                   |
| 2006 | Alice's Midsummer Night's Dream | Alice                    | City Palace               |
| 2007 | Equus                           | Jill Mason               | Teatro Gielgud            |
| 2008 | One Night in November           | Katie Stanley            | Belgrade Theatre          |
| 2009 | School For Scandal              | Maria                    | Greenwich Theatre         |
| 2009 | Doctor Faustus                  | Evil Angel/Helen of Troy | Greenwich Theatre         |
| 2012 | Bloody Poetry                   | Claire Clairmont         | Jermyn St Theatre         |
| 2013 | Once                            | Girl                     | Bernard B. Jacobs Theatre |